# Gulabi Gang
Gulabi Gang (hindi: गुलाबी gulabī, "pink") er en selvtægtsgruppe, som er udsprunget fra Bundelkhand i Indien. Medlemmerne af gruppen bærer deres sarier, alle i pink, og har lathier som våben. Med denne uniform, forsøger gruppen at bekæmpe kvindeundertrykkelse og korruption. Medlemmerne er primært fattige kvinder, som er kasteløse, lavkaste eller stammefolk. Gruppens leder Sampat Pal er blevet en offentlig figur og er en karismatisk kvinde, der både er i stand til at skabe sig stor sympati samt fjender i offentligheden.

## Historie
Gruppen blev officielt stiftet i 2006 af lederen Sampat Pal, selvom hun har ledet en mindre gruppe af kvinderne i mere end tyve år.
Gruppens størrelse er vokset eksplosivt siden 2006 og det anslås, at gruppen tæller ca. 270.000 medlemmer spredt over staterne Uttar Pradesh og Madhya Pradesh i det nordlige Indien.
Sampat Pal grundlagde Gulabi Gang som et modsvar på systematisk kvindeundertrykkelse, hvor hustruvold og omfattende korruption udgør en alvorlig trussel for kvinders daglige liv i landsbyregioner rundt om i Indien. Gruppen laver protester, synger sange og konfronterer mandlige lovovertrædere og korrupte statsansatte.
Når kvinderne går sammen i denne gruppe står de så stærkt, at de endda går til angreb hvis ikke lovovertræderne handler efter gruppens krav. De samles eksempelvis om, at banke voldelige ægtemænd, som nægter at behandle deres koner ordentligt og dermed ikke føler sig underkastet den indiske lovgivning, men snarere følger de patriarkalske kulturmønstre, som det traditionelle indiske kastesystem bebuder. Derfor er Gulabi Gang bedst betegnet som en selvtægtsgruppe, der sætter ind overfor ulovligheder på vegne af de indiske myndigheder. Denne betegnelse betyder at gruppen selv handler uden for lovens rammer og nogle af de kvindelige aktører er også, i flere tilfælde, blevet anklaget for lovovertrædelser i forbindelse med gruppens kamp for bedre vilkår for lavkaste kvinder, kasteløse (Dalitter) og fattige generelt.
I løbet af de senere år (2007 til 2015) har Gulabi Gang dog udviklet sig til at være mere end en voldelig selvtægtsgruppe, og de står i dag for flere humanitære tiltag i regionerne Uttar Pradesh og Madhya Pradesh, hvor gruppen blandt andet uddeler mad, tilbyder skolehjælp og småjobs til enker, analfabeter og andre udsatte. Nogle af de mest aktive kvinder i gruppen stiller løbende op til lokale politiske valgkampe, for at øge gruppens indflydelse. I forbindelse med dette, har der været en del postyr omkring gruppens integritet, især i starten af 2014, og Sampat Pal har været anklaget for at bruge af gruppens midler til sin egen økonomiske og/eller politiske interesse.